# 花奈
花奈（かな、本名非公表）は、日本のシンガーソングライター。福岡県出身。所属レコード会社はソニーミュージック、レーベルはSME Records。

## 人物
- 性格は「おーちゃく」だという。（公式サイトより）
- ハトが苦手。

## 来歴
1997年から、ガールズポップデュオdicotのかなとしてライブハウスで活動を開始。2000年2月15日にインディーズとしてミニアルバム「dicot」を発表し、デビュー。
2001年4月25日にはエスエムイーレコーズからメジャーデビュー。デビュー曲「ア☆イ☆ツ」は超GALS!寿蘭のオープニングテーマソングとして使われた。2004年3月31日にdicotの解散を発表。
2008年、花奈名義で本格的にソロ活動を開始。翌2009年2月6日にはミニアルバム「ひとりじゃない」をリリース。東京・渋谷にて発売記念ライブを行った。2009年12月末に入院、現在活動休止。

## ディスコグラフィー

### dicot
収録曲についてはdicot#ディスコグラフィーを参照。

#### シングル
- 1st ア☆イ☆ツ（2001年4月25日）
- 2nd ハッカドロップ（2001年7月4日）
- 3rd 一人ぼっち（2002年2月27日）
- 4th 二十五回目の夏（2002年8月21日）
- 5th 太陽がくれた季節/あの素晴らしい愛をもう一度

#### アルバム
- ミニアルバム dicot（2000年2月15日）
- 1st 明日に向かっていきましょう（2003年9月10日）

### 花奈

#### アルバム
- 1st ひとりじゃない（2009年2月6日）インディーズミニアルバム

1.星の降る夜
2.好き
3.へたれ野郎
4.光
5.桜～君がいた春～